# 桂林市第一中学
桂林市第一中学（英語：Guilin No.1 Middle School）创建于1937年，坐落在广西壮族自治区桂林市七星区，是一所历史悠久的公立学校。